# Sportjahr 1988
Liste der Sportjahre

◄◄ | ◄ | 1984 | 1985 | 1986 | 1987 | Sportjahr 1988 | 1989 | 1990 | 1991 | 1992 | ► | ►►

Weitere Ereignisse · Fußballjahr  · Olympische Spiele · Olympische Winterspiele

## Olympische Spiele

Logo der Winterspiele in Calgary

- 13. Februar bis 28. Februar: Olympische Winterspiele 1988 in Calgary, Kanada
- 17. September bis 2. Oktober: Olympische Spiele 1988 in Seoul, Südkorea
- 27. September: Olaf Ludwig, DDR, gewinnt in Seoul als erster und einziger deutscher Radsportler die Goldmedaille in einem olympischen Straßeneinzelrennen. Der deutsche Erfolg wird durch die bundesdeutschen Fahrer Bernd Groene (Silber) und Christian Henn (Bronze) komplettiert.

## American Football
- 31. Januar: Im Super Bowl XXII schlagen die Washington Redskins im Jack Murphy Stadium in San Diego die Denver Broncos mit 42:10.
- 7. August: Die Helsinki Roosters schlagen im Eurobowl II die Amsterdam Crusaders mit 35:14.
- 15. Oktober: Im German Bowl X schlagen die Red Barons Cologne vor 11.000 Zuschauern in Berlin die Düsseldorf Panther mit 25:20.

## Badminton
Höhepunkte des Badmintonjahres 1988 waren das olympische Badmintonturnier,  der Thomas Cup und der Uber Cup.

### World Badminton Grand Prix
| Veranstaltung       | Herreneinzel           | Dameneinzel         | Herrendoppel                           | Damendoppel                         | Mixed                              |
| ------------------- | ---------------------- | ------------------- | -------------------------------------- | ----------------------------------- | ---------------------------------- |
| Chinese Taipei Open | Icuk Sugiarto          | Kirsten Larsen      | Sawei Chanseorasmee Sakrapee Thongsari | Maria Bengtsson Christine Magnusson | Andy Goode Gillian Gowers          |
| Japan Open          | Nick Yates             | Han Aiping          | Li Yongbo Tian Bingyi                  | Chung Myung-hee Chung So-young      | Park Joo-bong Chung Myung-hee      |
| Swiss Open          | Kwan Yoke Meng         | Christine Skropke   | Cheah Soon Kit Ong Beng Teong          | Paula Rip-Kloet Maaike de Boer      | Ralf Rausch Christine Skropke      |
| Poona Open          | Morten Frost           | Christine Magnusson | Michael Kjeldsen Jens Peter Nierhoff   | Kim Yun-ja Yoo Sang-hee             | Steen Fladberg Gillian Clark       |
| German Open         | Morten Frost           | Han Aiping          | Steen Fladberg Jan Paulsen             | Lao Yujing Zheng Yuli               | Steen Fladberg Gillian Clark       |
| Swedish Open        | Xiong Guobao           | Han Aiping          | Li Yongbo Tian Bingyi                  | Lin Ying Guan Weizhen               | Wang Pengren Shi Fangjing          |
| All England         | Ib Frederiksen         | Gu Jiaming          | Li Yongbo Tian Bingyi                  | Chung So-young Kim Yun-ja           | Wang Pengren Shi Fangjing          |
| French Open         | Icuk Sugiarto          | Hwang Hye-young     | Park Joo-bong Sung Han-kuk             | Chung Myung-hee Hwang Hye-young     | Park Joo-bong Chung So-young       |
| Thailand Open       | Xiong Guobao           | Li Lingwei          | Li Yongbo Tian Bingyi                  | Chung Myung-hee Hwang Hye-young     | Steen Fladberg Gillian Clark       |
| Indonesia Open      | Icuk Sugiarto          | Li Lingwei          | Jalani Sidek Razif Sidek               | Verawaty Fajrin Yanti Kusmiati      | Eddy Hartono Erma Sulistianingsih  |
| Hong Kong Open      | Icuk Sugiarto          | Lee Young-suk       | Lee Kwang-jin Lee Sang-bok             | Lin Ying Guan Weizhen               | Park Joo-bong Chung Myung-hee      |
| China Open          | Zhao Jianhua           | Li Lingwei          | Li Yongbo Tian Bingyi                  | Lin Ying Guan Weizhen               | Park Joo-bong Chung Myung-hee      |
| Dutch Open          | Jens Peter Nierhoff    | Fiona Smith         | Jens Peter Nierhoff Michael Kjeldsen   | Gillian Clark Sara Sankey           | Jesper Knudsen Nettie Nielsen      |
| English Masters     | Morten Frost           | Li Lingwei          | Li Yongbo Tian Bingyi                  | Lin Ying Guan Weizhen               | Jesper Knudsen Nettie Nielsen      |
| Denmark Open        | Poul-Erik Høyer Larsen | Li Lingwei          | Li Yongbo Tian Bingyi                  | Lin Ying Guan Weizhen               | Jesper Knudsen Nettie Nielsen      |
| Canadian Open       | Steve Butler           | Zheng Baojun        | Jens Peter Nierhoff Henrik Svarrer     | Eline Coene Erica van Dijk          | Henrik Svarrer Erica van Dijk      |
| US Open             | Sze Yu                 | Lee Myung-hee       | Christian Hadinata Lius Pongoh         | Chung So-young Kim Yun-ja           | Christian Hadinata Ivanna Lie      |
| Scottish Open       | Morten Frost           | Christine Magnusson | Henrik Svarrer Claus Thomsen           | Gillian Clark Sara Sankey           | Pär-Gunnar Jönsson Maria Bengtsson |
| Malaysia Open       | Xiong Guobao           | Li Lingwei          | Li Yongbo Tian Bingyi                  | Lin Ying Guan Weizhen               | Wang Pengren Shi Fangjing          |
| Grand Prix Finale   | Zhang Qingwu           | Han Aiping          | Jalani Sidek Razif Sidek               | Lin Ying Guan Weizhen               | Wang Pengren Shi Fangjing          |

## Billard
- Dreiband-Weltmeisterschaft 1988

## Fechten
- Fechtweltmeisterschaften 1988

## Leichtathletik

### Rekorde

#### Sprint
- 16. Juli: Florence Griffith-Joyner, USA, läuft die 100 Meter der Damen in 10,49 Sekunden.
- 24. September: Carl Lewis, USA, läuft die 100 Meter der Herren in 9,92 Sekunden.
- 29. September: Florence Griffith-Joyner, USA, läuft die 200 Meter der Damen in 21,34 Sekunden.
- 17. August: Harry Reynolds, USA, läuft die 400 Meter der Herren in 43,29 Sekunden.

#### Langstreckenlauf
- 17. April: Belayneh Dinsamo, Äthiopien, gewinnt den Marathonlauf den Herren in Rotterdam, Niederlande, in der Zeit von 2:06:50 Stunden.

#### Hürdenlauf
- 20. August: Jordanka Donkowa, Bulgarien, läuft die 100 Meter Hürden der Damen in 12,21 Sekunden.

#### Gehen
- 27. August: Kerry Saxby, Australien absolviert das 10.000-Meter-Gehen der Damen in 41:30 Minuten.
- 30. August: Michail Schtschennikow, Sowjetunion, geht im 20.000-Meter-Gehen der Herren in 1:19:08 Stunden.

#### Wurfdisziplinen
- 10. April: Carol Cady, USA, erreicht im Hammerwurf der Damen 58,94 Meter.
- 28. April: Ljubow Wassiljewa, Sowjetunion, erreicht im Hammerwurf der Damen 58,98 Meter.
- 22. Juni: Ulf Timmermann, DDR, erreicht im Kugelstoßen der Herren 23,06 Meter.
- 9. Juli: Gabriele Reinsch, DDR, wirft im Diskuswurf der Damen 76,80 Meter.
- 9. September: Petra Felke, DDR, erreicht im Speerwurf der Damen 80 Meter.

#### Sprungdisziplinen
- 4. Juni: Shao Jingwen, Volksrepublik China, erreicht im Stabhochsprung der Damen 3,73 Meter.
- 9. Juni: Serhij Bubka, Sowjetunion, springt im Stabhochsprung der Herren 6,05 Meter.
- 10. Juni: Zhang Chunzen, Volksrepublik China, springt im Stabhochsprung der Damen 3,75 Meter.
- 11. Juni: Galina Tschistjakowa, Sowjetunion, erreicht im Weitsprung der Damen 7,52 Meter.
- 10. Juli: Serhij Bubka, Sowjetunion, erreicht im Stabhochsprung der Herren 6,06 Meter.
- 8. November: Javier Sotomayor, Kuba, erreicht im Hochsprung der Herren 2,43 Meter.

#### Mehrkampf
- 16. Juli: Jackie Joyner-Kersee, USA, erreicht im Siebenkampf der Damen 7215 Punkte.
- 24. September: Jackie Joyner-Kersee, USA, erreicht im Siebenkampf der Damen 7291 Punkte.

## Motorsport

### Formel 1
- Formel-1-Weltmeisterschaft 1988

### Superbike-Weltmeisterschaft
- Der 26-jährige US-Amerikaner Fred Merkel gewinnt auf Honda vor den Italienern Fabrizio Pirovano (Yamaha) und Davide Tardozzi (Bimota) und die Fahrerwertung der erstmals ausgetragenen Superbike-WM. In der Konstrukteurswertung setzt sich Honda vor Bimota und Yamaha durch.

Details: Superbike-Weltmeisterschaft 1988

### Formula TT
- Die Formula TT besteht 1988 aus acht Rennen.
- In der TT-F1-Klasse gewinnt der 23-jährige Brite Carl Fogarty auf Honda den Titel. Zweiter wird der Nordire Joey Dunlop, Dritter sein Landsmann Roger Burnett (beide ebenfalls Honda).

Details: Formula TT 1988

## Tischtennis
- Tischtennis-Europameisterschaft 1988 19. bis 27. März in Paris (Frankreich)
- Länderspiele Deutschlands (Freundschaftsspiele)
  - 18. Februar: Remscheid: D. – Frankreich 5:0 (Herren)
- Europaliga
  - 6. Januar: Toulouse: D. – Frankreich 2:5 (Damen + Herren)
  - 24. Februar: Plovdiv: D. – Bulgarien 7:0 (Damen + Herren)
  - 1. März: Münster/Wf.: D. – Ungarn 6:1 (Damen + Herren)
  - 12. Oktober: Hagen/Wf.: D. – Bulgarien 5:2 (Damen + Herren)
  - 9. November: Stadtallendorf: D. – ČSSR 5:2 (Damen + Herren)
  - 4. Dezember: Huizen: D. – Niederlande 5:2 (Damen + Herren)

## Wintersport
- Alpine Ski-Juniorenweltmeisterschaften 1988
- Biathlon-Weltmeisterschaften 1988
- Curling-Weltmeisterschaft der Herren 1988
- Eishockey-Weltmeisterschaft der Junioren 1988
- Eiskunstlauf-Weltmeisterschaften 1988
- Eisschnelllauf-Sprintweltmeisterschaft 1988
- Olympische Winterspiele 1988/Freestyle-Skiing

## Geboren

### Januar

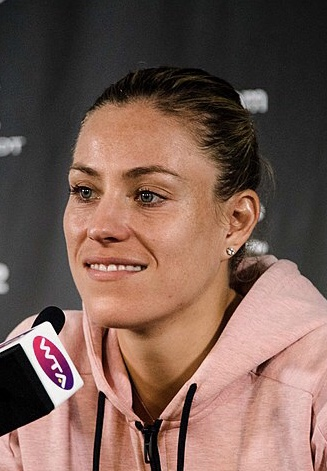
Angelique Kerber

- 02. Januar: Nadia Nadim, dänische Fußballspielerin
- 03. Januar: J. R. Hildebrand, US-amerikanischer Automobilrennfahrer
- 04. Januar: Sergej Evljuskin, deutsch-kirgisischer Fußballspieler
- 05. Januar: Azizulhasni Awang, malaysischer Bahnradsportler
- 05. Januar: Arna Sif Pálsdóttir, isländische Handballspielerin
- 05. Januar: Lewis Stevenson, schottischer Fußballspieler
- 11. Januar: Aislan, brasilianischer Fußballspieler
- 11. Januar: Daniela Löwenberg, deutsche Fußballspielerin
- 12. Januar: Douglas, niederländisch-brasilianischer Fußballspieler
- 13. Januar: Leigh Broxham, australischer Fußballspieler
- 13. Januar: Petr Frydrych, tschechischer Speerwerfer
- 15. Januar: Casey Reibelt, australische Fußballschiedsrichterin
- 16. Januar: Nicklas Bendtner, dänischer Fußballspieler
- 16. Januar: Mehmet Boztepe, türkischer Fußballspieler
- 16. Januar: Jorge Torres Nilo, mexikanischer Fußballspieler
- 17. Januar: Andrea Antonelli, italienischer Motorradrennfahrer († 2013)
- 17. Januar: Louise Lyksborg, dänische Handballspielerin
- 17. Januar: Mike Di Meglio, französischer Motorradrennfahrer
- 18. Januar: Angelique Kerber, deutsche Tennisspielerin
- 18. Januar: Babacar Touré, mauretanischer Fußballtorhüter
- 20. Januar: Pasquale Di Sabatino, italienischer Automobilrennfahrer
- 20. Januar: Elderson Echiéjilé, nigerianischer Fußballspieler
- 20. Januar: Callum MacLeod, britischer Automobilrennfahrer
- 22. Januar: Sandra Chirlaque, spanische Badmintonspielerin
- 22. Januar: Isabel Kerschowski, deutsche Fußballspielerin
- 22. Januar: Monique Kerschowski, deutsche Fußballspielerin
- 22. Januar: Łukasz Rutkowski, polnischer Skispringer
- 22. Januar: Marcel Schmelzer, deutscher Fußballspieler
- 23. Januar: Shaun Kenny-Dowall, neuseeländischer Rugby-League-Spieler
- 23. Januar: Marc Sand, österreichischer Fußballspieler
- 24. Januar: Ștefan Bărboianu, rumänischer Fußballspieler
- 24. Januar: Tess Olofsson, schwedische Fußballschiedsrichterin
- 25. Januar: Tatiana Golovin, französische Tennisspielerin
- 27. Januar: Romina Holz, deutsche Fußballspielerin
- 27. Januar: Raphaela Piehler, deutsche Schwimmerin
- 27. Januar: Barbora Ságová, slowakische Ruderin
- 29. Januar: Balázs Bácskai, ungarischer Boxer
- 29. Januar: Josip Iličić, slowenischer Fußballspieler
- 29. Januar: Tatjana Tschernowa, russische Siebenkämpferin
- 29. Januar: Ryūjirō Ueda, japanischer Fußballspieler
- 30. Januar: Florian Bissinger, deutscher Radrennfahrer
- 31. Januar: Hassan Heidarpour, iranischer Sprinter

### Februar

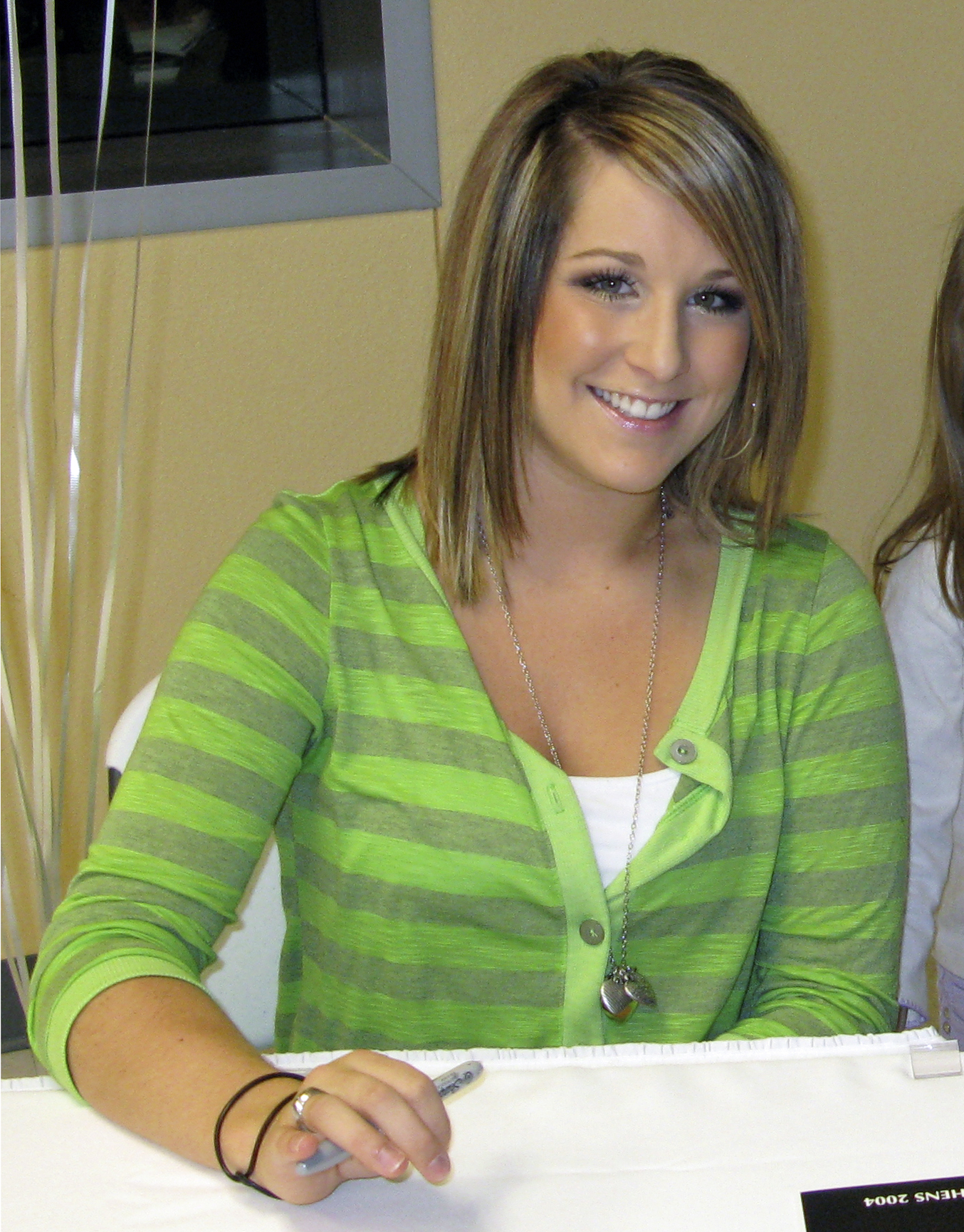
Carly Patterson

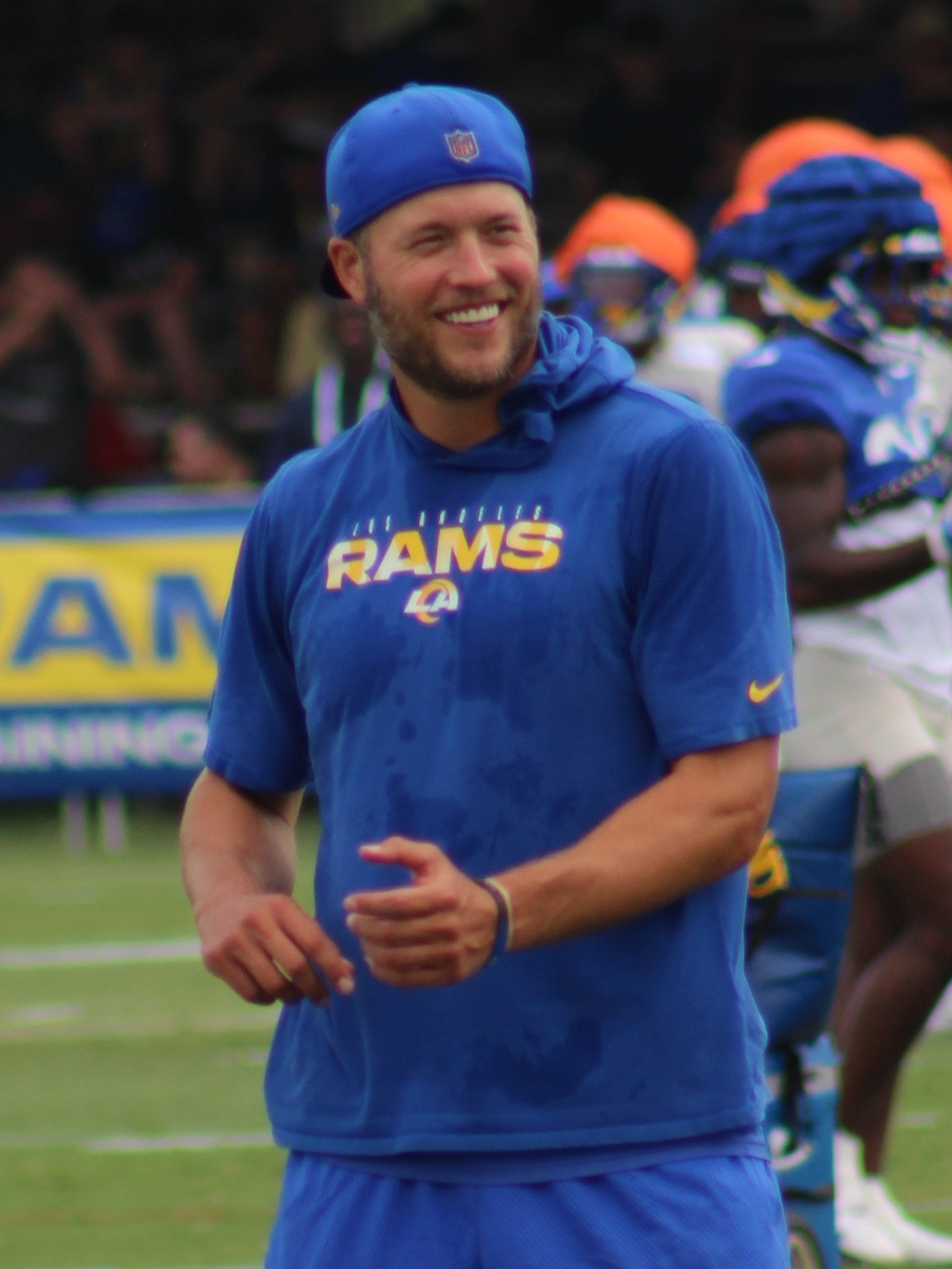
Matthew Stafford

- 02. Februar: Camilla Borsotti, italienische Skirennläuferin
- 02. Februar: Susanne Hartel, deutsche Fußballspielerin
- 02. Februar: Jhonatan Longhi, italienisch-brasilianischer Skirennläufer
- 03. Februar: Maurice Clavel, deutscher Duathlet und Triathlet
- 04. Februar: Carly Patterson, US-amerikanische Turnerin
- 04. Februar: Tatiana Vukadinovic, kanadische Biathletin
- 05. Februar: Natalie Geisenberger, deutsche Rennrodlerin
- 05. Februar: José Leonardo Ribeiro da Silva, brasilianischer Fußballspieler
- 06. Februar: Farid Ahmadi, afghanischer Fußballspieler
- 07. Februar: Matthew Stafford, US-amerikanischer American-Football-Spieler
- 08. Februar: Arik Braun, deutscher Schachspieler
- 08. Februar: Maxi Hayn, deutsche Handballspielerin
- 09. Februar: Olesja Byk, russische Rhythmische Sportgymnastin
- 10. Februar: Andrei Bykov, Schweizer Eishockeyspieler
- 11. Februar: Jan Dostál, tschechischer Radrennfahrer
- 11. Februar: Jordy Smith, südafrikanischer Surfer
- 12. Februar: Scott Durant, britischer Ruderer
- 13. Februar: Maximilian Brandl, deutscher Eishockeyspieler
- 13. Februar: Jewgeni Garanitschew, russischer Biathlet
- 13. Februar: Takuto Iguchi, japanischer Automobilrennfahrer
- 13. Februar: Dmitri Sajustow, russischer Eishockeyspieler
- 13. Februar: Daniel Wisgott, deutscher Leichtgewichtsruderer
- 14. Februar: Ángel Di María, argentinischer Fußballspieler
- 14. Februar: Flávio Reblin, brasilianischer Radsportler
- 15. Februar: Stephanie Goddard, deutsche Fußballspielerin
- 18. Februar: Andreas Wank, deutscher Skispringer
- 18. Februar: Ermin Zec, bosnisch-herzegowinischer Fußballspieler
- 20. Februar: Ki Bo-bae, südkoreanische Bogenschützin
- 21. Februar: Julija Schokschujewa, russische Bobsportlerin
- 22. Februar: Alexander Suchorukow, russischer Schwimmer
- 22. Februar: Sebastian Tyrała, deutscher Fußballer
- 23. Februar: Tarek Momen, ägyptischer Squashspieler
- 23. Februar: Inga Stöckel, deutsche Feldhockeyspielerin
- 24. Februar: Brittany Bowe, US-amerikanische Eisschnellläuferin
- 24. Februar: Alfredo Calderón, chilenischer Fußballspieler
- 26. Februar: David Williams, australischer Fußballspieler
- 29. Februar: Tom Buschke, deutscher Fußballspieler
- 29. Februar: Benedikt Höwedes, deutscher Fußballspieler

### März

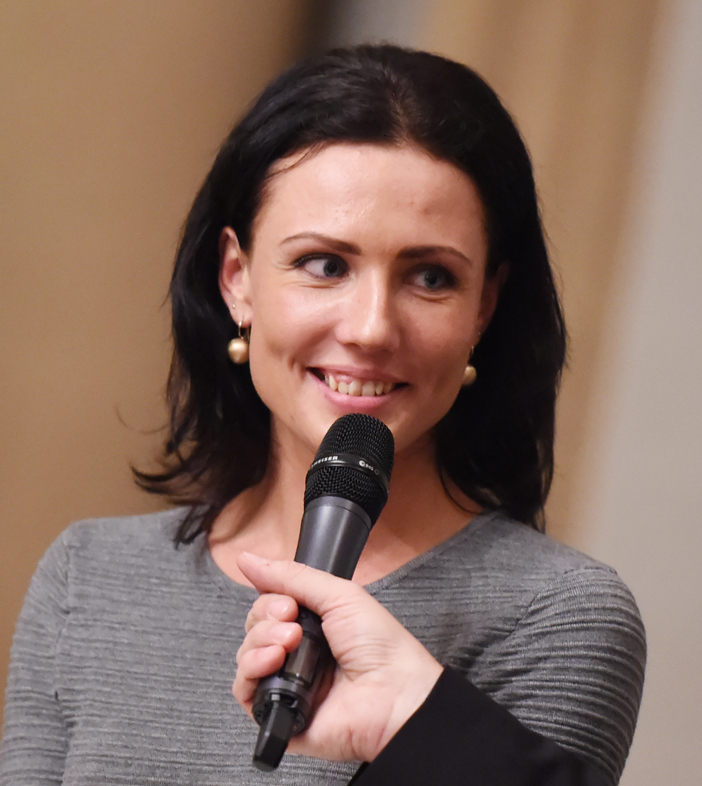
Iveta Putalová

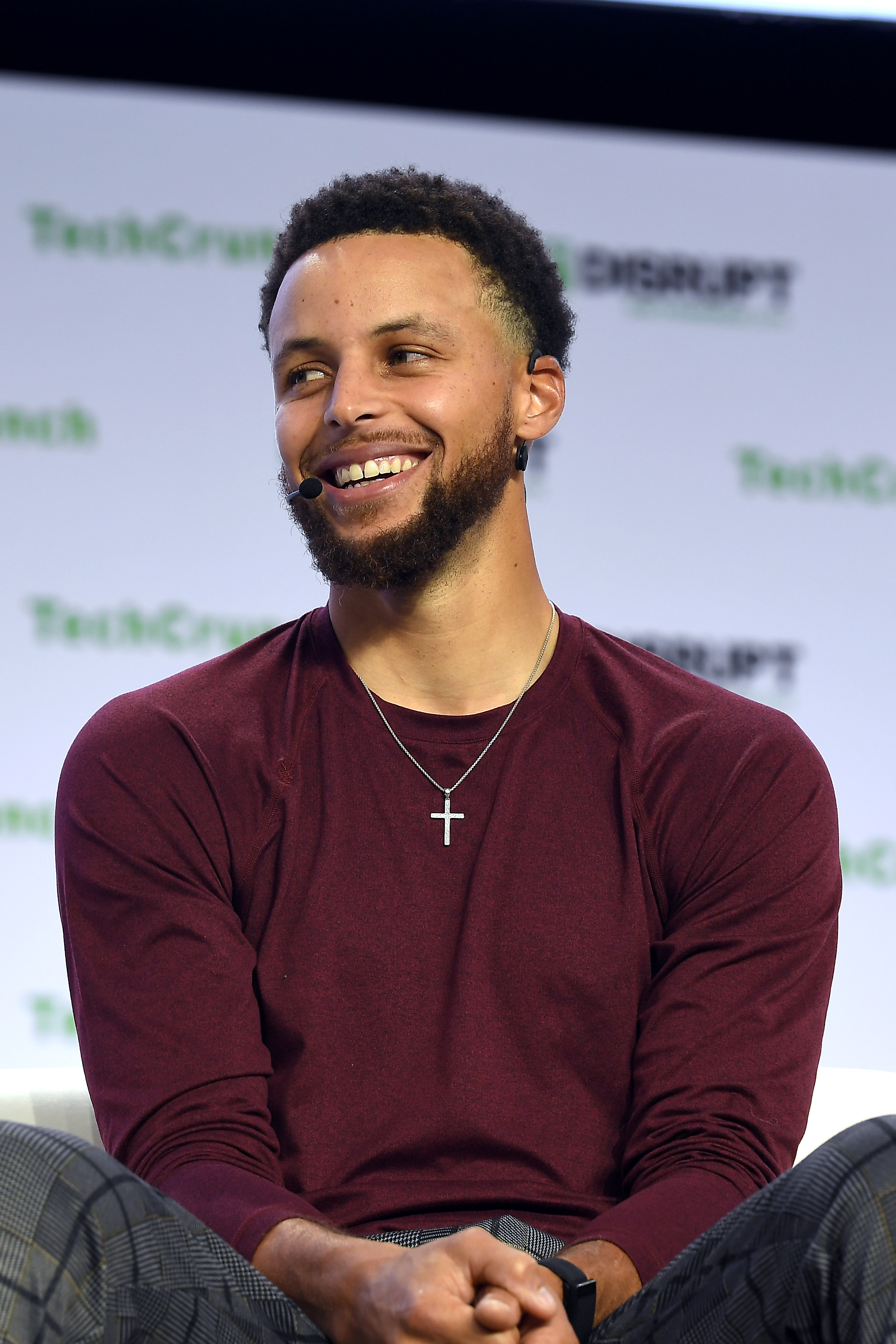
Stephen Curry

- 01. März: Jack Clarke, britischer Automobilrennfahrer
- 01. März: Jasmin Jannermann, deutsche Fußballspielerin
- 01. März: Marco Neumann, deutscher Ruderer
- 02. März: Martin Gründer, deutscher Radrennfahrer
- 02. März: Matthew Mitcham, australischer Kunst- und Turmspringer
- 02. März: Dean Smith, britischer Automobilrennfahrer
- 03. März: Emiliano Tade, argentinischer Fußballspieler
- 04. März: Steven Burke, englischer Bahnradfahrer und Olympiasieger
- 04. März: Laura Siegemund, deutsche Tennisspielerin
- 05. März: Romas Kirveliavičius, litauischer Handballspieler
- 05. März: Karl Schulze, deutscher Ruderer
- 06. März: Angutimmarik Kreutzmann, grönländischer Handballspieler und -trainer
- 08. März: Jahmir Hyka, albanischer Fußballspieler
- 08. März: Christián Mpaka, kongolesischer Fußballspieler
- 09. März: Fabio Onidi, italienischer Automobilrennfahrer
- 10. März: Rostyn Griffiths, australischer Fußballspieler
- 11. März: Julian Leist, deutscher Fußballspieler
- 11. März: Halgurd Mulla Mohammed, irakischer Fußballspieler
- 11. März: Sebastián Ribas, uruguayischer Fußballspieler
- 11. März: Vincenzo Sarno, italienischer Fußballspieler
- 14. März: Lautaro Acosta, argentinischer Fußballspieler
- 14. März: Stephen Curry, US-amerikanischer Basketballspieler
- 15. März: Alexander Sims, britischer Automobilrennfahrer
- 16. März: Martin Männel, deutscher Fußballtorhüter
- 17. März: Tomomi Abiko, japanische Leichtathletin
- 17. März: Charlotte Mordal, norwegische Handballspielerin
- 18. März: Hovhannes Goharjan, armenischer Fußballspieler
- 19. März: Susanne Küng, Schweizer Fußballschiedsrichterassistentin
- 19. März: Maxim Michailow, russischer Volleyballspieler und Olympiasieger
- 19. März: Josephine Schlanke, deutsche Fußballspielerin
- 21. März: Cristian Bălgrădean, rumänischer Fußballtorhüter
- 22. März: Olga Wiluchina, russische Biathletin
- 23. März: Sergei Afanassjew, russischer Automobilrennfahrer
- 24. März: Iveta Putalová, slowakische Leichtathletin
- 25. März: Darrell Arthur, US-amerikanischer Basketballspieler
- 26. März: Colin Joe, kanadisch-chinesischer Eishockeyspieler
- 26. März: Tatsuya Murao, japanischer Fußballspieler
- 28. März: Sardana Trofimowa, kirgisisch-russische Leichtathletin
- 29. März: Esther Cremer, deutsche Leichtathletin
- 31. März: Ante Brkić, kroatischer Schachspieler

### April

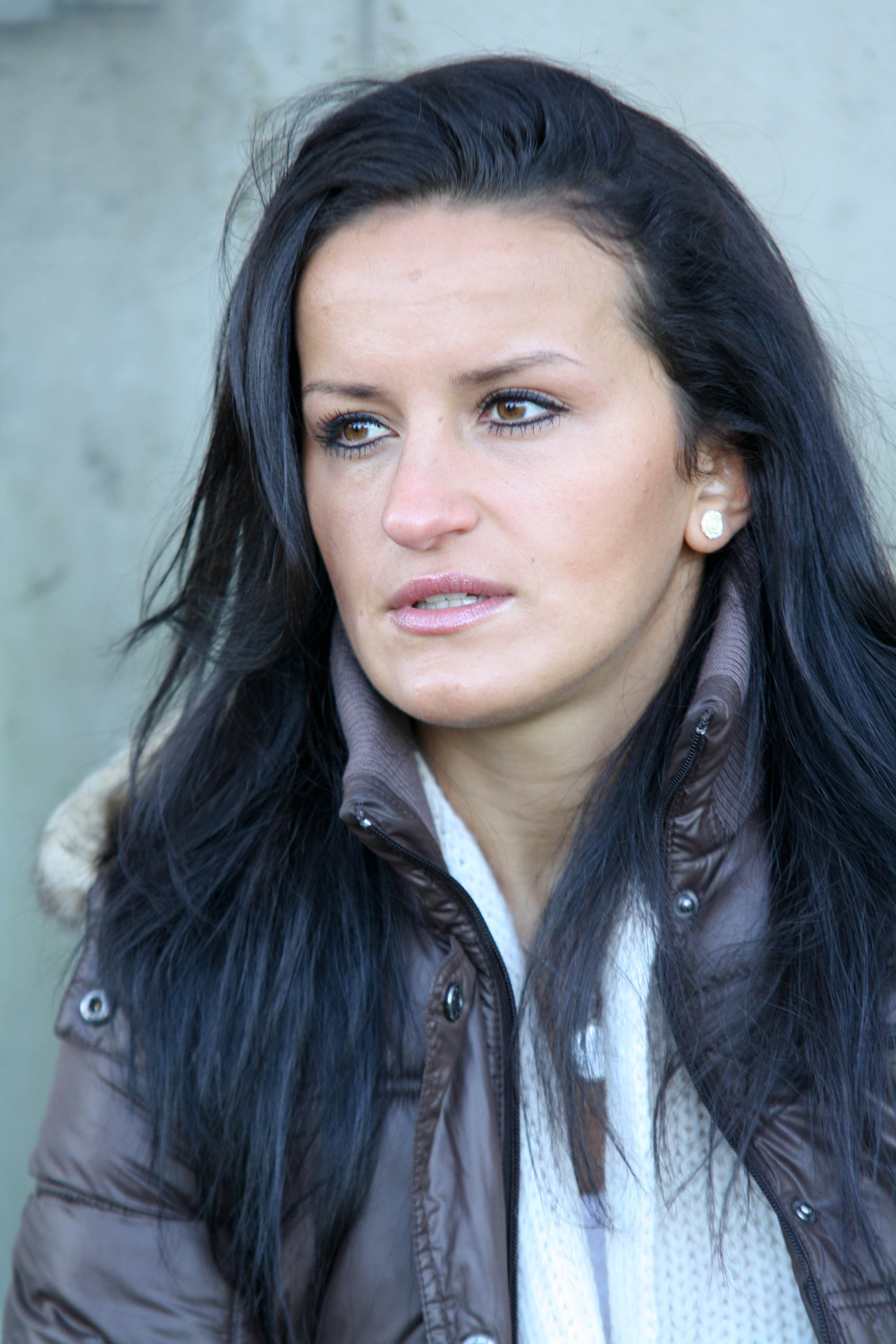
Fatmire Alushi

- 01. April: Fatmire „Lira“ Alushi, deutsche Fußballspielerin
- 01. April: Kristýna Kolocová, tschechische Beachvolleyballspielerin
- 01. April: Alessandra Perilli, san-marinesische Sportschützin
- 03. April: Thomas Kurz, deutscher Fußballspieler
- 04. April: Kelley Hurley, US-amerikanische Degenfechterin
- 04. April: Jelle van Jaarsveld, niederländischer Volleyballspieler
- 04. April: Nadine Keßler, deutsche Fußballspielerin
- 05. April: Jimi Santala, finnischer Eishockeyspieler
- 05. April: Alexei Wolkow, russischer Biathlet und Olympiasieger
- 07. April: Pere Riba, spanischer Tennisspieler
- 08. April: William Accambray, französischer Handballspieler
- 08. April: Jenni Asserholt, schwedische Eishockeyspielerin
- 10. April: Kim Falkenberg, deutscher Fußballspieler
- 11. April: Stefan Hickl, deutscher Fußballspieler
- 11. April: Mait Patrail, estnischer Handballspieler
- 12. April: Oliver Kämmerer, deutscher Eishockeyspieler
- 12. April: Miquel Julià Perello, spanischer Automobilrennfahrer
- 12. April: Michaël Rossi, französischer Automobilrennfahrer
- 13. April: Anderson Luís de Abreu Oliveira, brasilianischer Fußballspieler
- 13. April: Will Bratt, britischer Automobilrennfahrer
- 13. April: Máximo Cortés, spanischer Automobilrennfahrer
- 13. April: Hélder Maurílio da Silva Ferreira, brasilianischer Fußballspieler
- 13. April: Diana Jakowlewa, russische Florettfechterin
- 14. April: Marija Orlowa, russische Skeletonsportlerin
- 14. April: Ratthapark Wilairot, thailändischer Motorradrennfahrer
- 15. April: Steven Defour, belgischer Fußballspieler
- 15. April: Marija Diptan, ukrainische Badmintonspielerin
- 15. April: Beate Schrott, österreichische Hürdenläuferin
- 16. April: Stanislaw Gorobtschuk, deutscher Handballtorwart
- 16. April: Peter Liebers, deutscher Eiskunstläufer
- 19. April: Diego Mario Buonanotte Rende, argentinischer Fußballspieler
- 19. April: Luka Karabatić, französischer Handballspieler
- 20. April: Heleen Jaques, belgische Fußballspielerin
- 21. April: Jonathan Summerton, US-amerikanischer Automobilrennfahrer
- 22. April: Nedim Hasanbegović, bosnisch-herzegowinischer Fußballspieler
- 26. April: Rauf Məmmədov, aserbaidschanischer Schachgroßmeister
- 26. April: Oscar Guido Trejo, argentinischer Fußballspieler
- 28. April: Matthew Rowe, walisischer Bad- und Straßenradrennfahrer
- 29. April: Marc Digruber, österreichischer Skirennläufer
- 29. April: Eric Schildge, US-amerikanischer Radrennfahrer
- 30. April: Dénes Boros, ungarischer Schachspieler

### Mai
- 01. Mai: Karim Hendawy, ägyptischer Handballtorhüter
- 01. Mai: Tom Lucy, britischer Ruderer
- 02. Mai: Sibusiso Matsenjwa, eswatinischer Leichtathlet
- 03. Mai: Fanuel Kenosi, botswanischer Sprinter
- 07. Mai: Nathan Joel Burns, australischer Fußballspieler
- 09. Mai: Nemanja Bjelica, serbischer Basketballspieler
- 10. Mai: Steffi Annys, belgische Badmintonspielerin
- 10. Mai: Joel Miller, US-amerikanischer Automobilrennfahrer
- 11. Mai: Oscar Carlén, schwedischer Handballspieler und -trainer
- 11. Mai: Severin Freund, deutscher Skispringer
- 11. Mai: Sjoerd Idzenga, niederländischer Eishockeytorhüter
- 11. Mai: Shōhei Shinzato, japanischer Fußballspieler
- 12. Mai: Babett Peter, deutsche Fußballspielerin
- 13. Mai: Said Husejinović, bosnisch-herzegowinischer Fußballspieler
- 13. Mai: Lydia Williams, australische Fußballtorhüterin
- 14. Mai: Niccolò Canepa, italienischer Motorradrennfahrer
- 14. Mai: Martin Murawski, deutscher Handballspieler
- 21. Mai: Aída Román, mexikanische Bogenschützin
- 21. Mai: Kevin Schindler, deutscher Fußballspieler
- 23. Mai: Lorenzo De Silvestri, italienischer Fußballspieler
- 23. Mai: Angelo Ogbonna, italienischer Fußballspieler
- 26. Mai: Juan Cuadrado, kolumbianischer Fußballspieler
- 26. Mai: Sergio Pérez, uruguayischer Fußballspieler
- 27. Mai: Nadeschda Jewstjuchina, russische Gewichtheberin
- 27. Mai: Tobias Reichmann, deutscher Handballspieler
- 27. Mai: Pedro Sousa, portugiesischer Tennisspieler

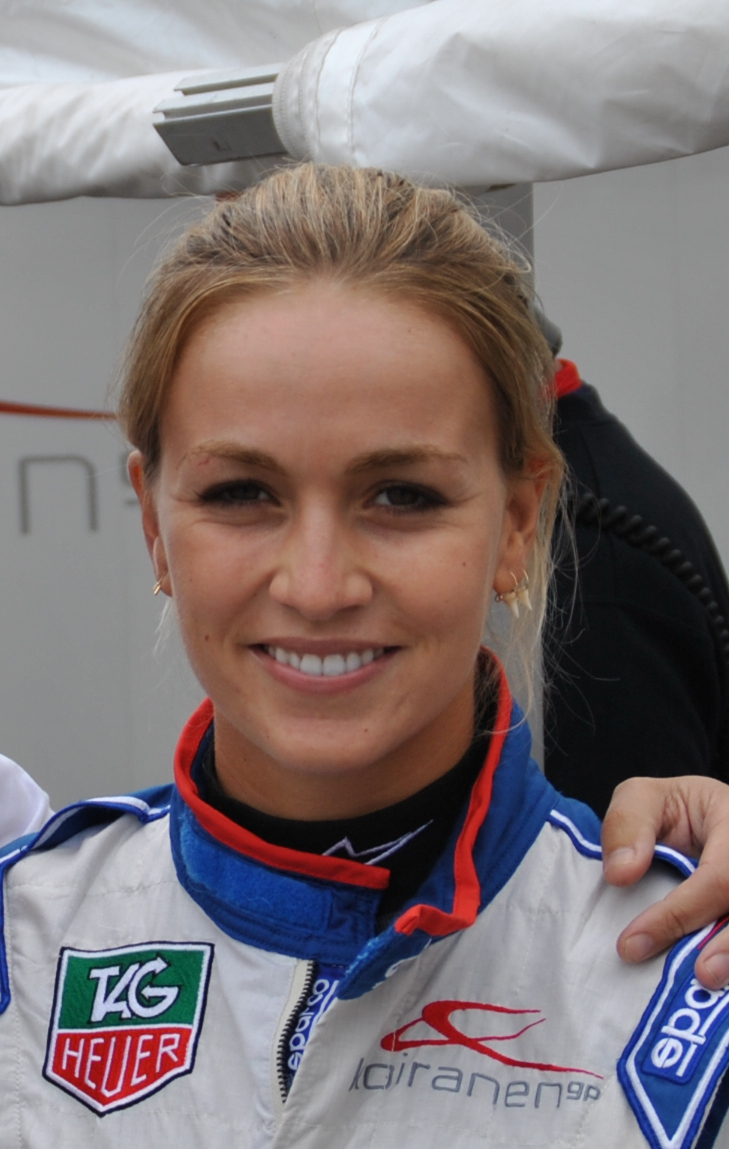
Carmen Jordá

- 28. Mai: Carmen Jordá, spanische Automobilrennfahrerin

### Juni

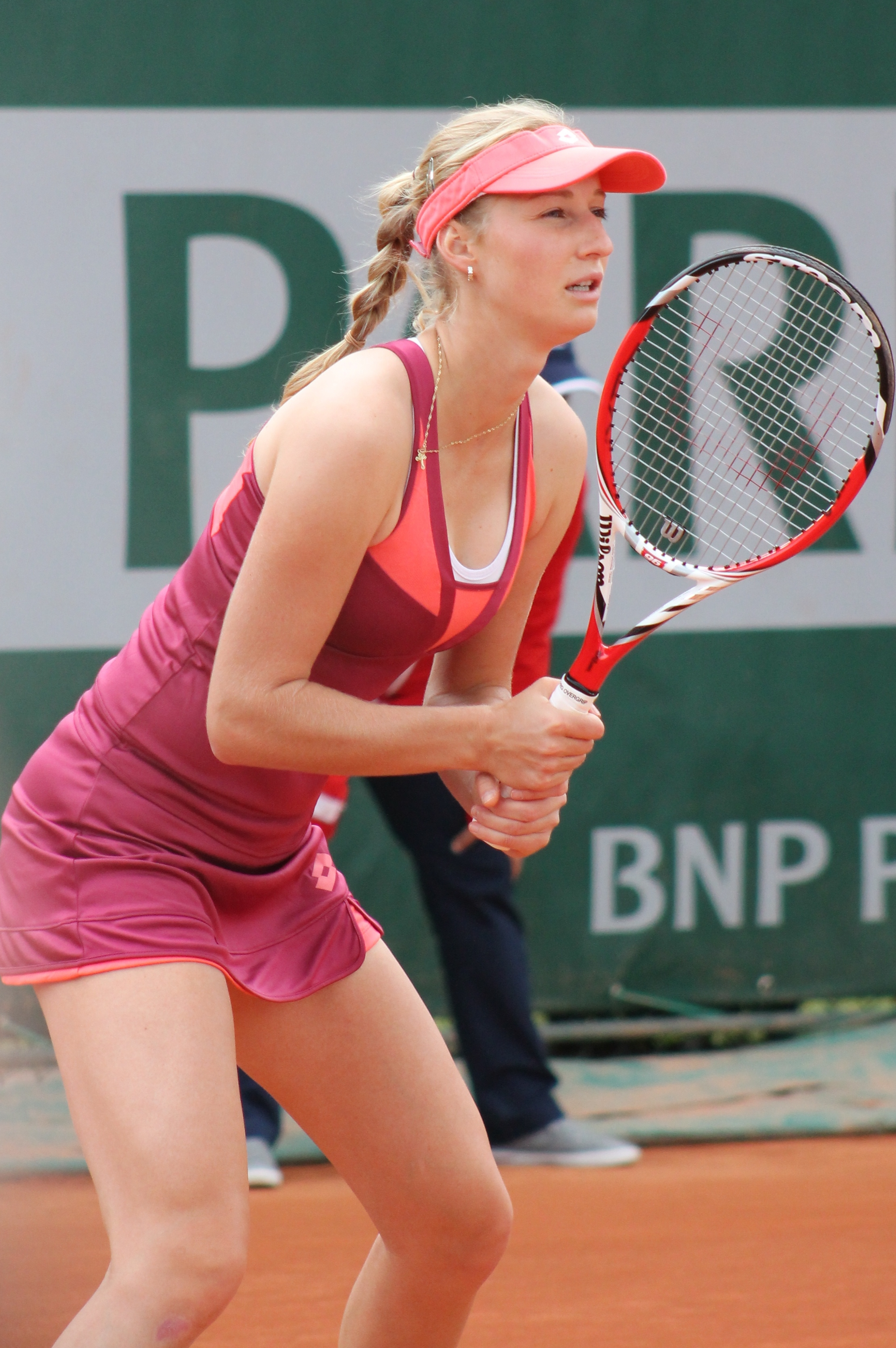
Jekaterina Makarowa

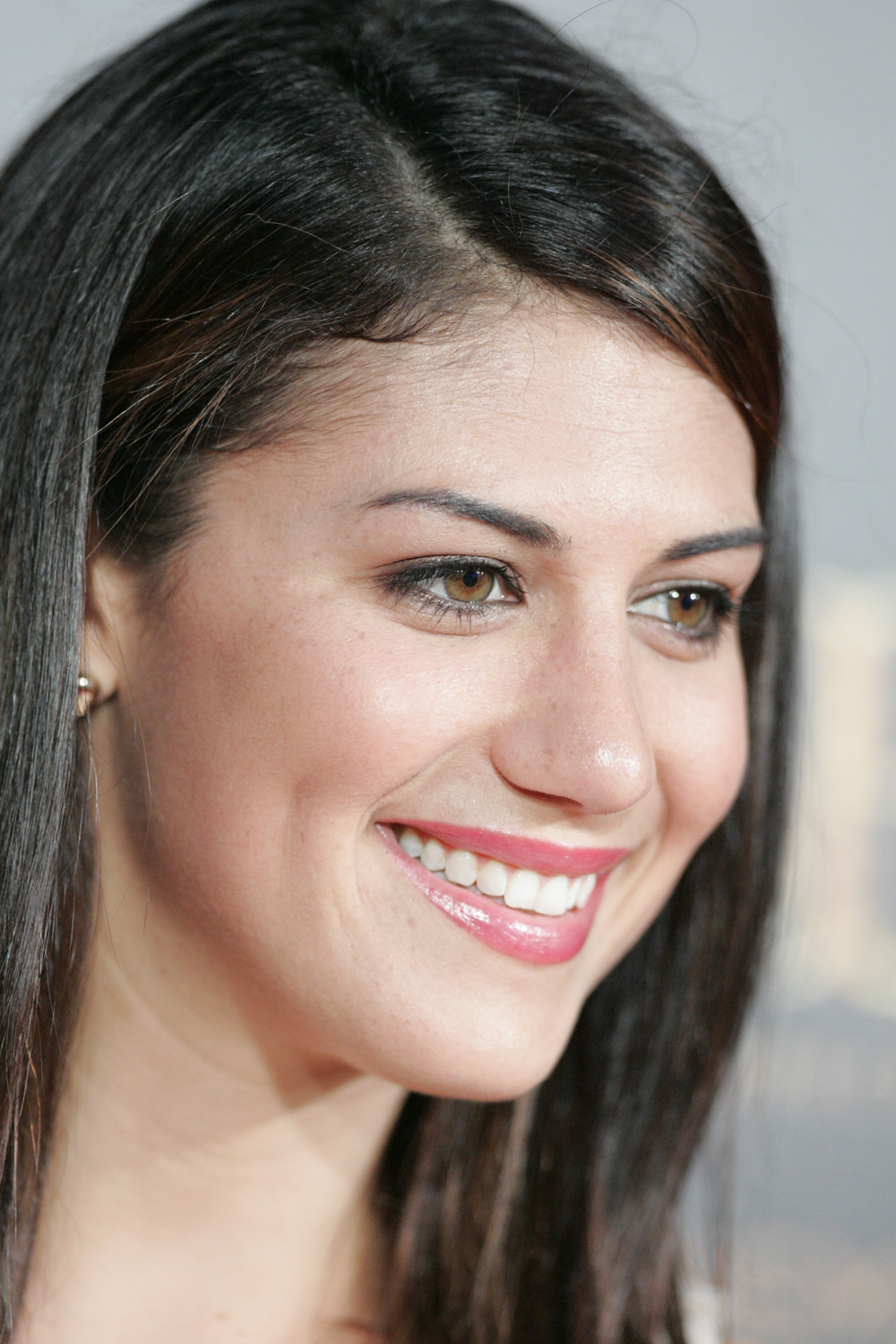
Stephanie Rice

- 01. Juni: Domagoj Duvnjak, kroatischer Handballspieler
- 02. Juni: Sergio Agüero, argentinischer Fußballspieler
- 03. Juni: Weverson Patrick Rodrigues de Oliveira, brasilianischer Fußballspieler
- 04. Juni: Magnus L’Abée-Lund, norwegischer Biathlet
- 06. Juni: Liu Xiangrong, chinesische Leichtathletin
- 07. Juni: Jekaterina Makarowa, russische Tennisspielerin und Olympiasiegerin
- 11. Juni: Marcos Antônio, brasilianischer Fußballspieler
- 11. Juni: Keiichi Misawa, japanischer Fußballspieler
- 13. Juni: Kerttu Niskanen, finnische Skilangläuferin
- 15. Juni: Hanna Folkesson, schwedische Fußballspielerin
- 15. Juni: Barakat al-Harthi, omanischer Leichtathlet
- 15. Juni: Peter Polansky, kanadischer Tennisspieler
- 16. Juni: Thierry Neuville, belgischer Rallyefahrer
- 17. Juni: Stephanie Rice, australische Schwimmerin
- 19. Juni: Marcella Deen, niederländische Handballspielerin
- 19. Juni: Jacob deGrom, US-amerikanischer Baseballspieler
- 22. Juni: David Garza Pérez, mexikanischer Automobilrennfahrer
- 25. Juni: Therese Johaug, norwegische Skilangläuferin
- 27. Juni: Luka Mezgec, slowenischer Radrennfahrer
- 27. Juni: Célia Šašić, deutsche Fußballspielerin
- 27. Juni: Matthew Spiranovic, australischer Fußballspieler
- 27. Juni: Moritz Barkow, deutscher Handballspieler
- 28. Juni: Jarosław Lindner, deutsch-polnischer Fußballspieler
- 29. Juni: Éver Banega, argentinischer Fußballspieler
- 29. Juni: Olga Kotschnewa, russische Degenfechterin und Olympiamedaillengewinnerin
- 30. Juni: Mitja Mežnar, slowenischer Skispringer

### Juli
- 01. Juli: Kurt Coleman, US-amerikanischer American-Football-Spieler
- 01. Juli: Alexander Leonidowitsch Lessun, russisch-belarussischer Pentathlet
- 03. Juli: Anssi Koivuranta, finnischer Nordischer Kombinierer
- 03. Juli: James Troisi, australischer Fußballspieler
- 06. Juli: Ferhat Bıkmaz, deutsch-türkischer Fußballspieler
- 08. Juli: Uğur Demirok, türkischer Fußballspieler
- 11. Juli: Naoki Yamamoto, japanischer Automobilrennfahrer
- 14. Juli: Caiuby, brasilianischer Fußballspieler
- 14. Juli: Olli Muotka, finnischer Skispringer
- 14. Juli: James Vaughan, englischer Fußballer
- 14. Juli: Rhys Anthony Williams, australisch-walisischer Fußballspieler
- 15. Juli: Riki Christodoulou, britischer Automobilrennfahrer
- 15. Juli: Shkëlzen Gashi, albanisch-schweizerischer Fußballspieler
- 15. Juli: Luis Ezequiel Ibáñez, argentinischer Fußballspieler
- 18. Juli: Marc Lorenz, deutscher Fußballspieler

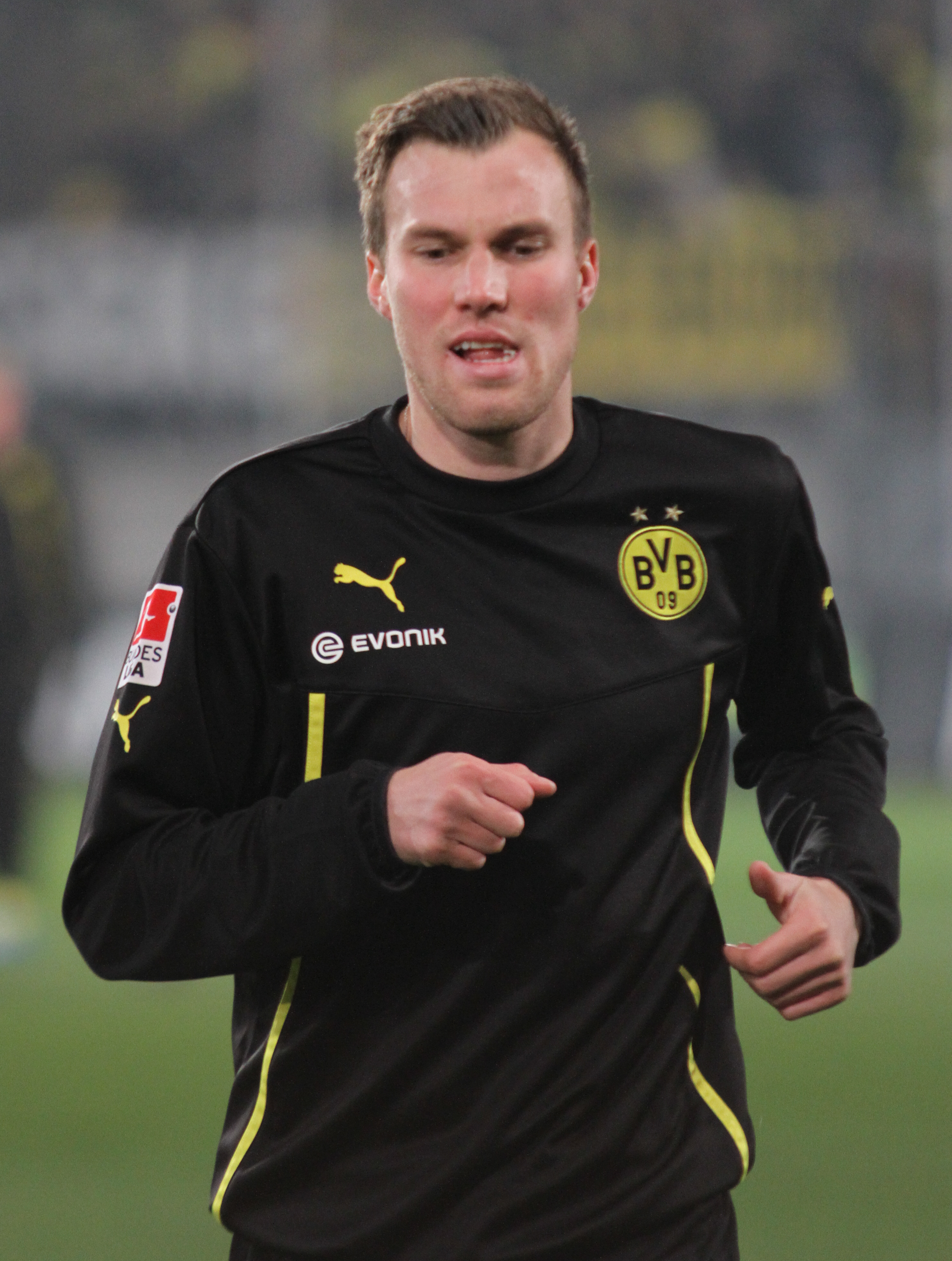
Kevin Großkreutz

- 19. Juli: Kevin Großkreutz, deutscher Fußballspieler
- 19. Juli: Trent Williams, US-amerikanischer American-Football-Spieler
- 20. Juli: Anton Rúnarsson, isländischer Handballspieler
- 23. Juli: Nikola Gjorgiev, nordmazedonischer Volleyballspieler
- 23. Juli: Daniel Mancinelli, italienischer Automobilrennfahrer
- 25. Juli: Keisuke Hayashi, japanischer Fußballspieler
- 25. Juli: Yonny Hernández, kolumbianischer Motorradrennfahrer
- 25. Juli: John Peers, australischer Tennisspieler
- 26. Juli: Diego Perotti, argentinischer Fußballspieler
- 27. Juli: Adam Biddle, australischer Fußballspieler
- 27. Juli: Panagiotis „Panny“ Nikas, australischer Fußballspieler
- 28. Juli: Emanuel Biancucchi, argentinischer Fußballspieler
- 28. Juli: Florian Kirschbauer, deutscher Eishockeyspieler
- 29. Juli: Levent Tuncat, türkischstämmiger Taekwondo-Sportler
- 30. Juli: Andreas Stjernen, norwegischer Skispringer

### August
- 01. August: Andreas Strolz, österreichischer Skispringer
- 02. August: Anthony Dumartheray, Schweizer Badmintonspieler
- 02. August: Robert Hrgota, slowenischer Skispringer
- 03. August: Michael Cia, italienischer Fußballspieler
- 04. August: Michael Herck, rumänisch-belgischer Automobilrennfahrer
- 05. August: Federica Pellegrini, italienische Schwimmerin
- 08. August: Mandy Islacker, deutsche Fußballspielerin
- 09. August: Quadri Aruna, nigerianischer Tischtennisspieler
- 11. August: Patty Mills, australischer Basketballspieler
- 13. August: Jerry Hughes, US-amerikanischer American-Football-Spieler
- 13. August: Atle Pedersen Rønsen, norwegischer Skispringer
- 15. August: Antje Peveling, deutsche Handballspielerin
- 16. August: James Cole, britischer Automobilrennfahrer
- 16. August: Ryan Kerrigan, US-amerikanischer American-Football-Spieler
- 18. August: Michael Boxall, neuseeländischer Fußballspieler
- 19. August: Katarina Bralo, kroatische Handballspielerin
- 20. August: Thomas Hylkema, niederländischer Automobilrennfahrer
- 20. August: Isaac Mpofu, simbabwischer Leichtathlet
- 20. August: Dominik Stahl, deutscher Fußballspieler
- 21. August: Ioan Hora, rumänischer Fußballspieler
- 21. August: Robert Lewandowski, polnischer Fußballspieler
- 22. August: Artjom Dsjuba, russischer Fußballspieler
- 22. August: Mitchell Langerak, australischer Fußballtorwart
- 22. August: Pedro Nunes, brasilianischer Automobilrennfahrer
- 24. August: Nicholas Alexander, US-amerikanischer Skispringer
- 24. August: Rupert Grint, britischer Schauspieler
- 25. August: Mustafa Hadid, afghanischer Fußballspieler
- 26. August: Cristina Neagu, rumänische Handballspielerin
- 27. August: Alexa Vega, US-amerikanische Schauspielerin
- 29. August: Bartosz Kurek, polnischer Volleyballspieler
- 30. August: Igor Djuric, Schweizer Fußballspieler
- 30. August: Andrea Morassi, italienischer Skispringer
- 31. August: Juri Postrigai, russischer Kanute und Olympiasieger

### September
- 01. September: Sergio Escudero, japanischer Fußballspieler
- 01. September: Simona de Silvestro, Schweizer Automobilrennfahrerin
- 02. September: Javi Martínez, spanischer Fußballspieler
- 03. September: Nicole Banecki, deutsche Fußballspielerin
- 04. September: Michael Tieber, österreichischer Fußballspieler
- 05. September: Stephen Ahorlu, ghanaischer Fußballspieler
- 05. September: Felipe Caicedo, ecuadorianischer Fußballspieler
- 05. September: Nuri Şahin, deutsch-türkischer Fußballspieler
- 07. September: Kevin Love, US-amerikanischer Basketballspieler
- 07. September: Iwan Samarin, russischer Automobilrennfahrer
- 07. September: David Schartner, österreichischer Fußballtorhüter
- 08. September: Lone Fischer, deutsche Handballspielerin
- 09. September: Danilo D’Ambrosio, italienischer Fußballspieler
- 09. September: Helke Nieschlag, deutsche Ruderin
- 11. September: Michael Zullo, australischer Fußballspieler
- 13. September: Eva-Maria Brem, österreichische Skirennläuferin
- 16. September: Dominik Kaiser, deutscher Fußballspieler und -funktionär
- 19. September: Alexander Bittroff, deutscher Fußballspieler
- 19. September: Damian Kostrzewa, polnischer Handballspieler
- 20. September: Chabib Nurmagomedow, russischer Mixed-Martial-Arts-Kämpfer awarischer Herkunft
- 21. September: Akira Takase, japanischer Fußballspieler
- 22. September: Colin Braun, US-amerikanischer Automobilrennfahrer
- 22. September: Nadja Månsson, deutsche Handballspielerin
- 23. September: David Unterberger, österreichischer Skispringer
- 24. September: Jaroslaw Schmudenko, ukrainischer Tischtennisspieler
- 26. September: Kiira Korpi, finnische Eiskunstläuferin
- 26. September: Francine Niyonizigiye, burundische Leichtathletin
- 26. September: Nelson Panciatici, französischer Automobilrennfahrer
- 27. September: David Baramidze, deutscher Schachgroßmeister
- 27. September: Jonathan Beaulieu-Bourgault, kanadischer Fußballspieler
- 27. September: Alex Jones, britischer Automobilrennfahrer
- 27. September: Nicolás Terol, spanischer Motorradrennfahrer
- 28. September: Ryūnosuke Noda, japanischer Fußballspieler
- 28. September: Irena Pavlovic, französische Tennisspielerin
- 29. September: Julia Richter, deutsche Ruderin

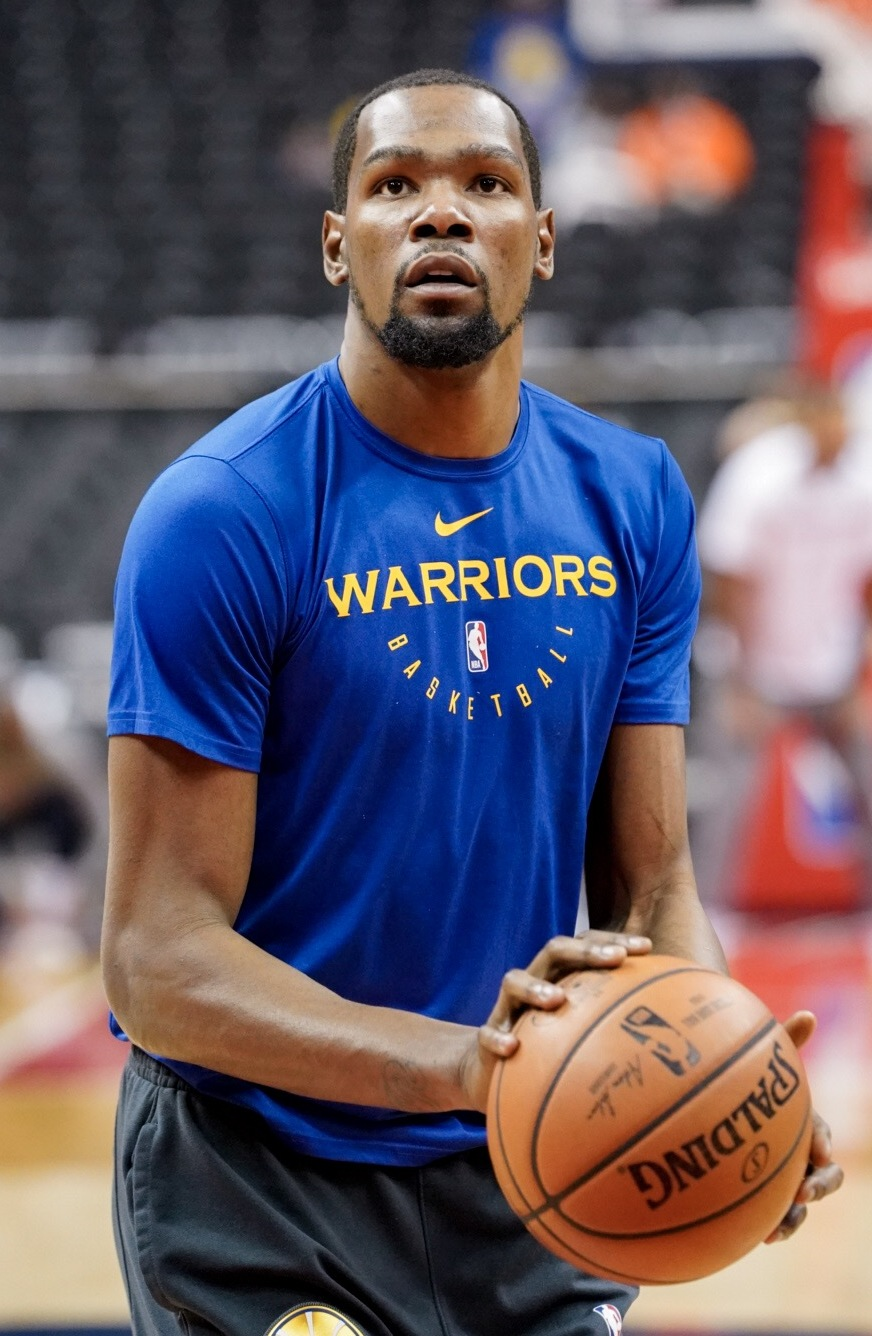
Kevin Durant

- 29. September: Kevin Durant, US-amerikanischer Basketballspieler
- 30. September: Rodrigo Barbosa, brasilianischer Automobilrennfahrer

### Oktober
- 01. Oktober: Mostafa el-Gamel, ägyptischer Hammerwerfer
- 04. Oktober: Staša Špur, slowenische Fußballschiedsrichterassistentin
- 04. Oktober: Derrick Rose, US-amerikanischer Basketballspieler
- 05. Oktober: Adrián Campos jr., spanischer Automobilrennfahrer
- 10. Oktober: Brown Ideye, nigerianischer Fußballspieler
- 10. Oktober: Jason Moore, britischer Automobilrennfahrer
- 10. Oktober: Natalja Sujewa, russische Rhythmische Sportgymnastin und Olympiasiegerin
- 11. Oktober: Séamus Coleman, irischer Fußballspieler
- 11. Oktober: Hair Zeqiri, albanischer Fußballspieler
- 12. Oktober: Jules Cluzel, französischer Motorradrennfahrer
- 12. Oktober: Glenn Nyberg, schwedischer Fußballschiedsrichter
- 13. Oktober: Scott Jamieson, australischer Fußballspieler
- 13. Oktober: Susan Thorsgaard, dänische Handballspielerin
- 15. Oktober: Pia Marxkord, deutsche Fußballspielerin

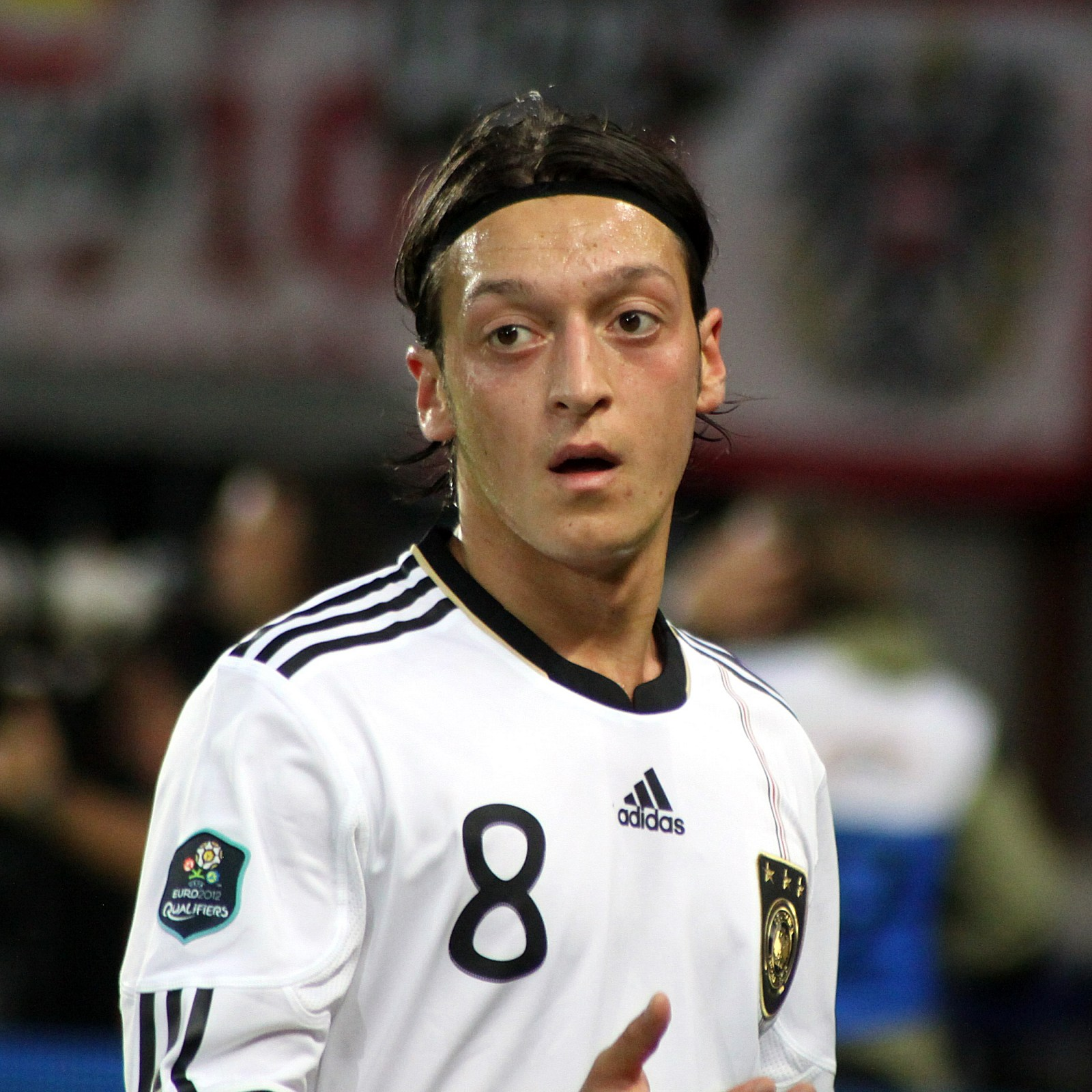
Mesut Özil

- 15. Oktober: Mesut Özil, deutscher Fußballspieler
- 16. Oktober: Fiona Bourke, neuseeländische Ruderin
- 16. Oktober: Zoltán Stieber, ungarischer Fußballspieler
- 17. Oktober: Belal Mansoor Ali, bahrainischer Mittelstreckenläufer
- 18. Oktober: Luuka Jones, neuseeländische Kanutin
- 18. Oktober: Aušrinė Trebaitė, litauische Radrennfahrerin
- 20. Oktober: Agustín Torassa, argentinischer Fußballspieler
- 21. Oktober: Nathalie Bock, deutsche Fußballspielerin
- 22. Oktober: Alisa Vetterlein, deutsche Fußballspielerin
- 23. Oktober: Dani Clos, spanischer Automobilrennfahrer
- 23. Oktober: Carolin Schiewe, deutsche Fußballspielerin
- 23. Oktober: Elsie Uwamahoro, burundische Schwimmerin
- 24. Oktober: Daniel McKenzie, britischer Automobilrennfahrer
- 24. Oktober: Hideki Yamauchi, japanischer Automobilrennfahrer
- 28. Oktober: Kévin Estre, französischer Automobilrennfahrer
- 29. Oktober: Dmitri Muserski, russischer Volleyballspieler und Olympiasieger
- 30. Oktober: Tandara Caixeta, brasilianische Volleyballspielerin und Olympiasiegerin
- 31. Oktober: Sébastien Buemi, Schweizer Automobilrennfahrer

### November
- 01. November: Mohammed Ali Khan, libanesisch-schwedischer Fußballspieler
- 01. November: Kimberley Murray, britische Skeletonpilotin
- 02. November: Julia Görges, deutsche Tennisspielerin
- 03. November: Manuel António, angolanischer Leichtathlet
- 03. November: Stefan Kutschke, deutscher Fußballspieler
- 03. November: Martin Petkov, österreichischer Fußballspieler († 2025)
- 03. November: Carlo Wittig, deutscher Handballspieler
- 04. November: Robert Cregan, irischer Automobilrennfahrer
- 04. November: Lee Mi-gyu, südkoreanische Para-Tischtennisspielerin
- 04. November: Alexandra Pazkewitsch, russische Synchronschwimmerin und Olympiasiegerin
- 04. November: Dmytro Sawadskyj, ukrainischer Badmintonspieler
- 05. November: Virat Kohli, indischer Cricketspieler
- 05. November: Ron Meulenkamp, niederländischer Dartspieler
- 06. November: Alex Spellman, US-amerikanischer Dartspieler
- 07. November: Gani Lawal, US-amerikanischer Basketballspieler
- 09. November: Lio Tipton, US-amerikanische Eiskunstläuferin, Model und Schauspielerin

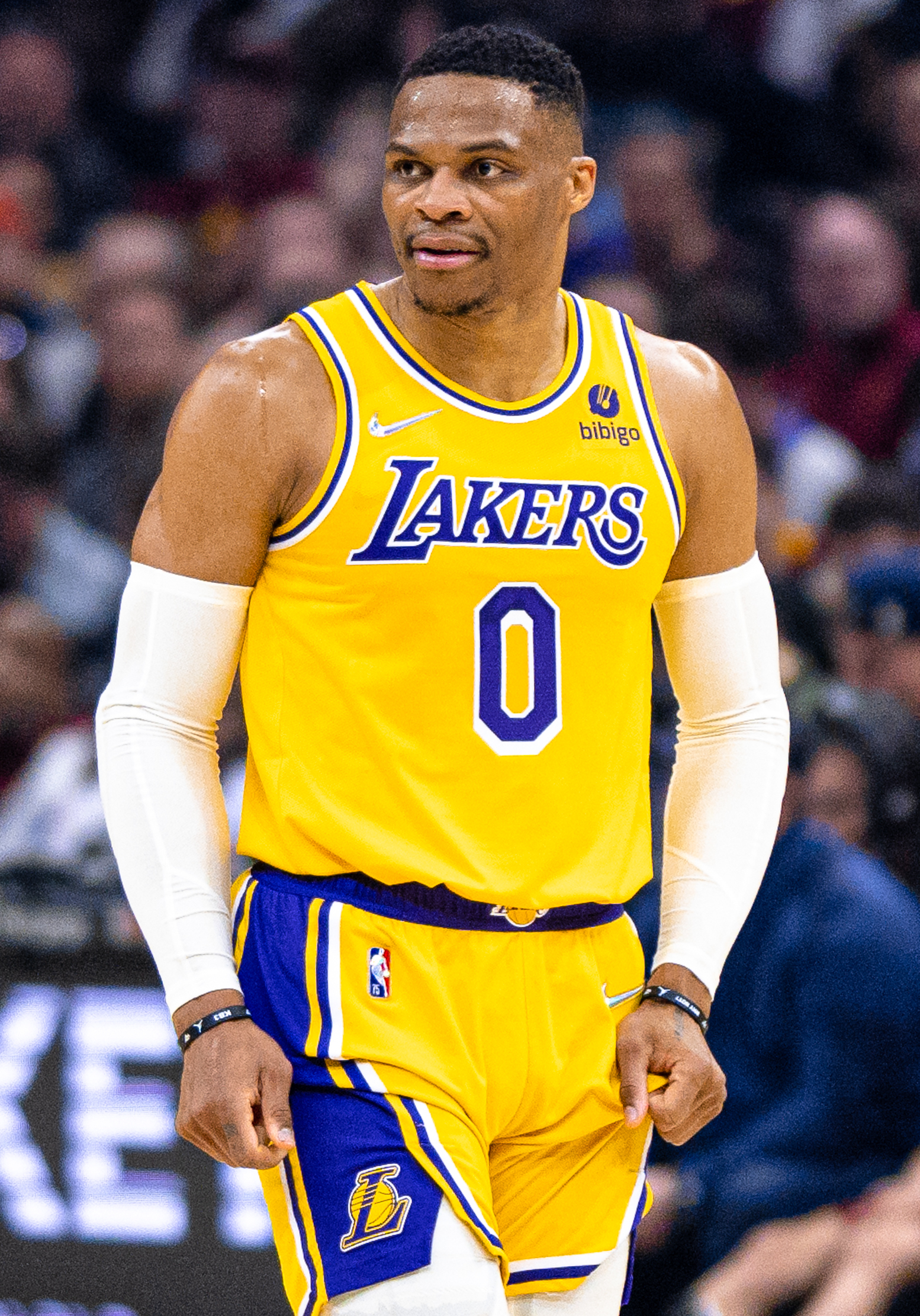
Russell Westbrook

- 12. November: Russell Westbrook, US-amerikanischer Basketballspieler
- 14. November: Simon Schempp, deutscher Biathlet
- 14. November: Lachlan Tame, australischer Kanute
- 15. November: Andis Shala, deutscher Fußballspieler
- 16. November: Felipe Fernández Laser, deutscher Automobilrennfahrer
- 16. November: Kevin Freiberger, deutscher Fußballspieler
- 17. November: Eric Lichaj, US-amerikanischer Fußballspieler
- 18. November: Larissa Iltschenko, russische Langstreckenschwimmerin und Olympiasiegerin 2008
- 18. November: Andreas Niederquell, deutscher Fußballspieler
- 18. November: Marie-Josée Ta Lou-Smith, ivorische Leichtathletin
- 19. November: Savitree Amitrapai, thailändische Badmintonspielerin
- 20. November: Roberto Rosales, venezolanischer Fußballspieler
- 20. November: Dominique Stark, Schweizer Radrennfahrer
- 20. November: Dušan Tadić, serbischer Fußballspieler
- 21. November: Eric Frenzel, deutscher Nordischer Kombinierer und Olympiasieger
- 21. November: Larry Sanders, US-amerikanischer Basketballspieler
- 22. November: René Lange, deutscher Fußballspieler
- 24. November: Dorian van Rijsselberghe, zweifacher Olympiasieger und zweifacher Weltmeister im Windsurfen
- 25. November: Nodar Kumaritaschwili, georgischer Rodler († 2010)
- 28. November: Ritchie De Laet, belgischer Fußballspieler
- 28. November: Florian Leitner, österreichischer Fußballspieler
- 29. November: Hermann Gassner junior, deutscher Rallyefahrer
- 29. November: Ryūnosuke Ōkoshi, japanischer Skirennläufer
- 30. November: Phillip Hughes, australischer Cricketspieler († 2014)
- 30. November: Sascha Meiner, deutscher Handballspieler

### Dezember
- 01. Dezember: Matts Olsson, schwedischer Skirennläufer
- 03. Dezember: Henrike Zollfrank, deutsche Fußballspielerin
- 06. Dezember: Jonathan Hogg, englischer Fußballspieler
- 08. Dezember: Wiktorija Kalinina, russische Handballspielerin und Olympiasiegerin 2016
- 08. Dezember: Philip Major, kanadischer Automobilrennfahrer
- 09. Dezember: Harry Londy, griechisch-australischer Squashspieler
- 10. Dezember: Jon Lancaster, britischer Automobilrennfahrer
- 10. Dezember: Neven Subotić, serbisch-US-amerikanischer Fußballspieler
- 10. Dezember: Imke Wübbenhorst, deutsche Fußballspielerin
- 16. Dezember: Mats Hummels, deutscher Fußballspieler
- 17. Dezember: David Lekuta Rudisha, kenianischer Mittelstreckenläufer
- 18. Dezember: Markus Pazurek, deutscher Fußballspieler
- 20. Dezember: Denise Herrmann-Wick, deutsche Skilangläuferin
- 22. Dezember: Kaja Schmäschke, deutsche Handballspielerin
- 25. Dezember: Michael Blum, deutscher Fußballspieler
- 28. Dezember: Islambek Albijew, russischer Ringer
- 28. Dezember: Martina Pretelli, san-marinesische Leichtathletin
- 29. Dezember: Tomasz Jabłoński, polnischer Boxer im Mittelgewicht
- 31. Dezember: Francisc Martinez, andorranischer Fußballspieler

## Gestorben

### Januar
- 03. Januar: Joie Chitwood, US-amerikanischer Automobilrennfahrer (* 1912)
- 03. Januar: Stanley Fuller, britischer Leichtathlet (* 1907)
- 04. Januar: Walter Glöckler, deutscher Automobil- und Motorradrennfahrer sowie Automobilkonstrukteur (* 1908)
- 04. Januar: Charles Quinby, US-amerikanischer Schwimmer (* 1899)
- 05. Januar: Pete Maravich, US-amerikanischer Basketballspieler (* 1947)
- 06. Januar: Arturo De Vecchi, italienischer Fechter (* 1898)
- 09. Januar: Wally Monson, kanadischer Eishockeyspieler (* 1908)
- 10. Januar: Hilde Bussmann, deutsche Tischtennisspielerin (* 1914)
- 12. Januar: Piero Taruffi, italienischer Auto- und Motorradrennfahrer (* 1906)
- 15. Januar: Carl Klose, US-amerikanischer Ruderer (* 1891)
- 16. Januar: Adelfo Magallanes, peruanischer Fußballspieler und -trainer (* 1910)
- 16. Januar: David Young, US-amerikanischer Schwimmer (* 1907)
- 23. Januar: Henri Collard, belgischer Radrennfahrer (* 1912)
- 20. Januar: Philippe de Rothschild, französischer Unternehmer, Automobilrennfahrer und Pionier des französischen Weinbaus (* 1902)
- 26. Januar: Freddie Wolff, britischer Leichtathlet (* 1910)
- 000Januar: Narciso López, mexikanischer Fußballspieler (* 1928)

### Februar
- 04. Februar: Franz Mandl, österreichischer Fußballspieler (* 1916)
- 08. Februar: Pietro Arcari, italienischer Fußballspieler (* 1909)
- 08. Februar: Ralph Flanagan, US-amerikanischer Schwimmer (* 1918)
- 14. Februar: Ambrogio Beretta, italienischer Radrennfahrer (* 1908)
- 14. Februar: Cal Niday, US-amerikanischer Automobilrennfahrer (* 1914)
- 15. Februar: Ernst Feuz, Schweizer Skisportler (* 1904)
- 23. Februar: Edward Bevan, britischer Ruderer (* 1907)
- 24. Februar: Loretta McNeil, US-amerikanische Schwimmerin (* 1907)
- 24. Februar: Stanisław Pastecki, polnischer Eishockeyspieler (* 1907)
- 28. Februar: Alfred Frøkjær Jørgensen, dänischer Turner (* 1898)
- 29. Februar: Kåre Walberg, norwegischer Skispringer (* 1912)
- 000Februar: Émile Lachapelle, Schweizer Ruderer und Segler (* 1905)

### März
- 03. März: Wollert Nygren, norwegischer Eisschnellläufer (* 1906)
- 05. März: János Németh, ungarischer Wasserballspieler (* 1906)
- 10. März: Glenn Cunningham, US-amerikanischer Leichtathlet (* 1909)
- 10. März: Kristian Madsen, dänischer Turner (* 1893)
- 12. März: Margot Moe, norwegische Eiskunstläuferin (* 1899)
- 14. März: Rudolf Gramlich, deutscher Fußballspieler (* 1908)
- 15. März: Kurt Haverbeck, deutscher Hockeyspieler (* 1899)
- 24. März: Roger Loyer, französischer Motorrad- und Automobilrennfahrer (* 1907)
- 26. März: Edward Boyce, britischer Leichtathlet (* 1913)
- 29. März: Paul Aste, österreichischer Rennrodler und Bobsportler (* 1916)

### April
- 03. April: Dieter Mauritz, deutscher Tischtennisspieler (* 1918)
- 04. April: Herbert Heinicke, deutscher Schachspieler (* 1905)
- 10. April: Sugiura Shigeo, japanischer Schwimmer (* 1917)
- 16. April: José Dolhem, französischer Automobilrennfahrer (* 1944)
- 23. April: Adolf Rubi, Schweizer Skisportler und Bergsteiger (* 1905)

### Mai
- 02. Mai: Berthold Koch, deutscher Schachspieler (* 1899)
- 03. Mai: Carl Erhardt, britischer Eishockeyspieler, -trainer, -funktionär und -schiedsrichter (* 1897)
- 07. Mai: Conny Freundorfer, deutscher Tischtennisspieler (* 1936)
- 08. Mai: Abdel Moneim Wahibi, ägyptischer Basketballspieler, -schiedsrichter und - funktionär (* 1912)
- 09. Mai: Alphonse Julen, Schweizer Skilangläufer (* 1899)
- 10. Mai: Ion Neacșu, rumänischer Fußballspieler (* 1930)
- 10. Mai: Joey Sternaman, US-amerikanischer American-Football-Spieler und -Trainer (* 1900)
- 13. Mai: John Garrison, US-amerikanischer Eishockeyspieler (* 1909)
- 14. Mai: Carlo Castelbarco, italienischer Adeliger und Automobilrennfahrer (* 1911)
- 24. Mai: Freddie Frith, britischer Motorradrennfahrer (* 1909)
- 24. Mai: Jamie Hamilton, britischer Ruderer (* 1900)
- 25. Mai: William Steinmetz, US-amerikanischer Eisschnellläufer (* 1899)
- 26. Mai: Nicolò Vittori, italienischer Ruderer (* 1909)
- 29. Mai: Henry Johansen, norwegischer Fußballtorhüter und -trainer (* 1904)

### Juni
- 08. Juni: Sture Hållberg, schwedischer Boxer (* 1917)
- 13. Juni: Douglas Neame, britischer Leichtathlet (* 1901)
- 13. Juni: Bill Rooney, US-amerikanischer American-Football-Spieler (* 1896)
- 13. Juni: Robert Saint-Pé, französischer Leichtathlet (* 1899)
- 15. Juni: Oskar Ospelt, liechtensteinischer Leichtathlet (* 1908)
- 16. Juni: Per Edfeldt, schwedischer Leichtathlet (* 1914)
- 19. Juni: Witalis Ludwiczak, polnischer Eishockeyspieler und -trainer und Ruderer (* 1910)
- 21. Juni: Leo Leino, finnischer Leichtathlet (* 1900)
- 24. Juni: Csaba Kesjár, ungarischer Automobilrennfahrer (* 1962)
- 26. Juni: Gyula Gyenes, ungarischer Leichtathlet (* 1911)
- 27. Juni: Louis Versyp, belgischer Fußballspieler und -trainer (* 1908)
- 28. Juni: Frithjof Paulsen, norwegischer Eisschnellläufer (* 1895)

### Juli
- 02. Juli: James Ball, kanadischer Leichtathlet (* 1903)
- 03. Juli: Fritz Wiessner, deutsch-amerikanischer Bergsteiger (* 1900)
- 06. Juli: Rolf Wollner, deutscher Hockeyspieler (* 1906)
- 07. Juli: Paula Mollenhauer, deutsche Leichtathletin (* 1908)
- 08. Juli: Ray Barbuti, US-amerikanischer Sprinter und Olympiasieger (* 1905)
- 11. Juli: Ingegärd Töpel, schwedische Wasserspringerin (* 1906)
- 12. Juli: Richard Vogt, deutscher Boxer (* 1913)
- 15. Juli: Jan Brzák-Felix, tschechoslowakischer Kanute (* 1912)
- 15. Juli: Tore Keller, schwedischer Fußballspieler (* 1905)
- 18. Juli: Walter Kitchen, kanadischer Eishockeyspieler (* 1912)
- 19. Juli: Jacques De Wykerslooth De Rooyesteyn, belgischer Moderner Fünfkämpfer (* 1896)
- 22. Juli: Eugeniusz Michalak, polnischer Radrennfahrer (* 1908)
- 24. Juli: Ilona Elek, ungarischer Fechterin (* 1907)
- 24. Juli: Hans Richnow, deutscher Motorradrennfahrer (* 1908)
- 24. Juli: Helmut Schubert, deutscher Fußballspieler (* 1916)
- 26. Juli: Kurt Schneider, deutscher Leichtathlet (* 1900)
- 30. Juli: Curtis Shears, US-amerikanischer Fechter (* 1901)

### August
- 01. August: Georges Wambst, französischer Radrennfahrer (* 1902)
- 02. August: Stephen Anderson, US-amerikanischer Leichtathlet (* 1906)
- 02. August: Gustav Kristiansen, norwegischer Radrennfahrer (* 1904)
- 08. August: Alan Ameche, US-amerikanischer American-Football-Spieler (* 1933)
- 11. August: Alfred Kelbassa, deutscher Fußballspieler (* 1925)
- 12. August: Takefushi Sakuta, japanischer Skisportler und Skisportfunktionär (* 1906)
- 14. August: Hans-Werner von Massow, deutscher Schachfunktionär (* 1912)
- 14. August: Enzo Ferrari, italienischer Automobilrennfahrer und Gründer von Ferrari (* 1898)
- 17. August: Bruce Humber, kanadischer Leichtathlet (* 1913)
- 22. August: Bruno Bianchi, italienischer Segler und Sportfunktionär (* 1904)
- 22. August: Karl Ebb, finnischer Unternehmer, Leichtathlet und Automobilrennfahrer (* 1896)
- 23. August: Alf Martinsen, norwegischer Fußballspieler und -trainer (* 1911)
- 26. August: Hans Esser, deutscher Fechter (* 1909)
- 000August: Grace McKenzie, britische Schwimmerin (* 1903)

### September
- 02. September: Heinz Förstendorf, deutscher Hockeyspieler (* 1907)
- 03. September: Richard Torriani, Schweizer Eishockeyspieler und -trainer (* 1911)
- 07. September: Raymond Dubly, französischer Fußballspieler (* 1893)
- 07. September: Thelma Payne, US-amerikanische Wasserspringerin (* 1896)
- 11. September: Vincas Bartuška, litauischer Fußballspieler (* 1901)
- 13. September: Gerd Hornberger, deutscher Leichtathlet (* 1910)
- 15. September: Artur Nielsen, dänischer Mittel- und Langstreckenläufer (* 1895)
- 26. September: Branko Zebec, jugoslawischer Fußballspieler (* 1929)
- 29. September: Raúl Landini, argentinischer Boxer (* 1909)
- 30. September: Al Holbert, US-amerikanischer Automobilrennfahrer (* 1946)
- 30. September: Joseph Albert Sullivan, kanadischer Eishockeytorhüter (* 1901)
- 000September: Dumitru Frățilă, rumänischer Skisportler (* 1926)

### Oktober
- 02. Oktober: Jean Moulin, luxemburgischer Leichtathlet (* 1905)
- 04. Oktober: Hans Höfner, österreichischer Radrennfahrer (* 1912)
- 14. Oktober: René Vietto, französischer Radrennfahrer (* 1914)
- 19. Oktober: Þórður Guðmundsson, isländischer Wasserballspieler, Schwimmer und Sportfunktionär (* 1908)
- 19. Oktober: Wolfgang Kummer, deutscher Bobfahrer (* 1914)
- 19. Oktober: Sten Suvio, finnischer Boxer (* 1911)
- 25. Oktober: Hanni Hölzner, deutsche Schwimmerin (* 1913)
- 000Oktober: Mavis Freeman, US-amerikanische Schwimmerin (* 1918)

### November
- 03. November: George Mitchell, US-amerikanischer Wasserballspieler (* 1901)
- 05. November: Rudolf Wirz, Schweizer Handball- und Fußballspieler (* 1918)
- 06. November: Johan Hellström, finnischer Boxer (* 1907)
- 06. November: Donald Marcus Kelway Marendaz, britischer Kampfflieger, Unternehmer, Automobilrennfahrer und Konstrukteur (* 1897)
- 09. November: Yves Baudrier, französischer Segler (* 1906)
- 09. November: Clarke Hinkle, US-amerikanischer American-Football-Spieler (* 1909)
- 14. November: Giacomo Gaioni, italienischer Radrennfahrer (* 1905)
- 23. November: Joseph Schleimer, kanadischer Ringer und Ringertrainer (* 1909)
- 24. November: Benigno Ferrera, italienischer Skilangläufer (* 1893)
- 24. November: Bernard Leene, niederländischer Bahnradsportler (* 1903)
- 24. November: Lukáš Mihalák, tschechoslowakischer Skilangläufer (* 1908)
- 27. November: Johannes Hendrikus Donner, niederländischer Schachgroßmeister (* 1927)

### Dezember
- 04. Dezember: Alberto Uria, uruguayischer Automobilrennfahrer (* 1924)
- 05. Dezember: August Lenz, deutscher Fußballspieler (* 1910)
- 11. Dezember: Wilhelm Petersén, schwedischer Sportler (* 1906)
- 17. Dezember: Lies Aengenendt, niederländische Leichtathletin (* 1907)
- 18. Dezember: Milt Gantenbein, US-amerikanischer American-Football-Spieler (* 1909)
- 18. Dezember: Fritz Schaumburg, deutscher Leichtathlet (* 1905)
- 18. Dezember: Paul Sievert, deutscher Leichtathlet (* 1895)
- 24. Dezember: Evelyn Pinching, britische Skirennläuferin (* 1915)
- 28. Dezember: Wilhelm Schneider, polnischer Leichtathlet (* 1907)
- 29. Dezember: Mike Beuttler, britischer Automobilrennfahrer (* 1942)
- 30. Dezember: Nikolai Michailowitsch Sologubow, sowjetischer Eishockeyspieler (* 1924)

### Datum unbekannt
- Stefan Lauener, Schweizer Skisportler (* 1898)